# Жёлтые Пруды
Жёлтые Пруды́ — посёлок в Новохопёрском районе Воронежской области России.
Входит в состав Коленовского сельского поселения.

## Население
| 2010 | 2011 |
| ---- | ---- |
| 49   | →49  |

## Улицы
В посёлке имеется одна улица — Запрудная